# نهلة
نهلة ناحية تابعة لقضاء عقرة (ئاكرى) والتابعة بدورها لمحافظة دهوك في العراق.
هذه الناحية مشهورة بجمال طبيعتها وكثرة المصايف فيها (كويسكى، كلي سيلة، كلي كرتكا، وغيرها)وهي منطقة جبلية وتسكنها أغلبية مسلمة ونسبة قليلة من المسيحيين الاشوريين (رُحّلوا من تركيا أثناء حرب العثمانيين على الارمن).